# Cis ursulinus
Cis ursulinus là một loài bọ cánh cứng trong họ Ciidae. Loài này được Casey miêu tả khoa học năm 1898.